# Naturschutzgebiet Felsberg/Krähenberg
Das Naturschutzgebiet Felsberg/Krähenberg mit einer Größe von 25,9 ha liegt nördlich von Niedersalwey im Gemeindegebiet von Eslohe. Das Gebiet wurde 2008 mit dem Landschaftsplan Eslohe durch den Hochsauerlandkreis als Naturschutzgebiet (NSG) ausgewiesen. Das Schutzgebiet besteht aus drei Teilflächen.

## Gebietsbeschreibung
Es handelt sich um vier Rotbuchen- und Buchenmischbestände mit Felsrippen und einem ehemaligen Steinbruch südöstlich exponierten Hang der Homert. Bei den Buchenbeständen handelt es sich um Hainsimsen-Buchenwälder. Die großen Felsrippen sind moosreich. Im Talbereich fließen zwei naturnahe, kleine Bäche die in Quellhorizonten entspringen. Alle Waldparzellen zeichnen sich durch eine hohe strukturelle Vielfalt aus. Es gibt liegendes und stehendes Totholz verschiedenster Stärke und allen Zersetzungsgraden, Wurzelteller, alte Baumstubben, Höhlenbäume sowie Baumlücken und Verlichtungen. Charakteristisch sind gleichzeitig zwei von Nordost nach Südwest verlaufende Felsrippen mit lebensraumtypischer Farn-, Flechten- und Moosflora an der nördlichen. Die südliche Felsrippe lag bei Ausweisung in einem Fichtenbestand. Am Südrand der zentralen Teilfläche liegt ein ehemaliger Steinbruch mit einer schräg abfallenden Felswand. An der Oberkante des Steinbruchs befindet sich ein Heidefragment. 
Das Biotopkataster vom Landesamt für Natur, Umwelt und Verbraucherschutz Nordrhein-Westfalen dokumentiert zum Wert des Schutzgebietes: „Alle Parzellen zeichnen sich durch eine hohe strukturelle Vielfalt aus. Liegendes und stehendes Totholz verschiedenster Stärke und allen Zersetzungsgraden, Wurzelteller, alte Baumstubben, Höhlenbäume sowie Baumlücken und Verlichtungen weisen auf die Naturnähe der Wälder hin. Die nördliche Parzelle ist auf felsiger Hanglage von ehemaligen Niederwald bestanden. Die Bestände am Felsberg besitzen aufgrund ihrer Ausdehnung hervorragenden strukturellen Ausstattung und relativen Nähe zueinander ein hohes Entwicklungspotential im Hinblick auf den Erhalt von Lebensgemeinschaften der submontanen Buchenwälder. Insbesondere durch die starke Verfichtung des Südsauerländer Berglandes stellen die naturnahen Bestände am Felsberg unbedingt schützenswerte Buchenwaldinseln dar, die als Refugial- und Trittsteinlebensräume für den Biotopverbund von herausragender Bedeutung sind. Die nördliche Parzelle ist als Relikt ehemaliger Niederwaldnutzung von Bedeutung. Herausragendes Schutzziel ist die Erhaltung und ggf. Förderung der strukturellen Vielfalt an Elementen der naturnahen Buchenwälder und angrenzenden Fließgewässern. Als Entwicklungsmaßnahme ist der Umbau der isolierenden Fichtenbestände innerhalb des Gebiets in naturnahe Buchenwälder zu nennen.“

## Pflanzenarten im NSG
Es wurden durch das Landesamt Pflanzenarten wie Bachbunge, Echtes Springkraut, Frauenfarn, Fuchssches Greiskraut, Gewöhnlicher Dornfarn, Hain-Gilbweiderich, Heidelbeere, Mittleres Hexenkraut, Sumpf-Hornklee, Veränderliches Starknervmoos, Waldsauerklee, Wald-Segge und Wald-Ziest dokumentiert.

## Schutzzweck
Schutzzweck ist der Schutz des Buchenbestandes mit großer struktureller Vielfalt.